# Reg Cutler
Reg Cutler (17 tháng 2 năm 1935 – 5 tháng 5 năm 2012) là một cầu thủ bóng đá người Anh thi đấu ở vị trí tiền vệ chạy cánh.

## Sự nghiệp
Sinh ra ở Blackheath, Cutler thi đấu cho West Bromwich Albion, Bournemouth, Portsmouth, Stockport County và Worcester City.
Cutler mất vào tháng 5 năm 2012.